# NGC 1482
NGC 1482 је лентикуларна галаксија у сазвежђу Еридан која се налази на NGC листи објеката дубоког неба.
Деклинација објекта је - 20° 30' 7" а ректасцензија 3h 54m 38,9s. Привидна величина (магнитуда) објекта NGC 1482 износи 12,2 а фотографска магнитуда 13,1. Налази се на удаљености од 19,6000 милиона парсека од Сунца. NGC 1482 је још познат и под ознакама ESO 549-33, MCG -3-10-54, IRAS 03524-2038, PGC 14084.